# Адріан IV
Адріан IV (лат. Hadrianus; мирське ім'я: Ніколас Брейкспір англ. Nicholas Breakspear, бл. 1100 — 1 вересня1159, Ананьї) — сто шістдесят восьмий папа Римський (4 грудня 1154—1 вересня 1159, єдиний (на теперішній час) папа англійського походження. Прихильник папської теократії. У 1152–1154 роках був легатом у Скандинавії де зміцнив зв'язок тамтешніх країн з Римом. В обмін на видачу Арнольда Брешіанського, страту якого схвалив, коронував Фрідріха I Барбароссу на престол німецької імперії та відмовив Генріху II у проханні про передачу Ірландії англійській короні в абсолютну власність. 1156 року формально надав норманському герцогові Вільгельму І Сицилію та Південну Італію.

## Духовна кар'єра
Ніколас Брейкспір народився близько 1115 року в Ебботс-Ленглі в графстві Гартфордшир. Батьком Ніколаса був Роберт Брейкспір, який надалі став ченцем у Сент-Олбансі. В юнацькі роки Ніколас вирушив на навчання до Парижа, потім прийняв постриг в монастирі святого Руфуса в Арлі, де був послідовно обраний пріором та абатом. Суворе управління монастирем зробило Ніколаса об'єктом скарг до Рима, проте ці скарги мали протилежний результат: папа Євгеній III викликав абата в Рим й надав йому сан кардинала-єпископа Альбано у грудні 1149 року.
У 1152–1154 роках Ніколас Брейкспір був папським легатом у Скандинавії, де керував створенням у Нідаросі (нині Тронгейм) норвезького архієпископства та сприяв створенню незалежної від Данії шведської митрополії в Уппсалі (останню було визнано 1164 року, вже після смерті Брейкспіра).
Після успішного завершення місії Брейкспір повернувся до Рима 1154 року. Після смерті Анастасія IV був обраний на папський престол та узяв ім'я Адріана IV (4 грудня 1154 року).

## Конфлікт із римським сенатом
До моменту обрання Адріана IV світська влада пап у Римі перебувала у стані занепаду. Під впливом популярного проповідника Арнольда Брешіанського римський сенат відкрито ігнорував пап, а Євгеній III та Анастасій IV, попередники Адріана IV, покірно терпіли викриття Арнольда. Після своєї інтронізації Адріан IV виявив, що під його владою перебуває тільки Ватикан із собором святого Петра, а прибічники Арнольда контролюють решту Рима. Адріан IV зажадав від Арнольда залишити Рим, але проповідник проігнорував папський наказ, а прибічники останнього на Via Sacra напали на кардинала Гвідо й ранили його. У відповідь Адріан IV пішов на безпрецедентний крок — у Великий піст 1155 року на Рим вперше в його історії було накладено інтердикт. Усі богослужіння й приватні треби (за винятком хрещення немовлят і причащання помираючих) було припинено. Після нетривалого опору римляни здались: у Велику п'ятницю обурений натовп обложив сенаторів на Капітолії, й останні ухвалили рішення про вигнання Арнольда Брешіанского та його послідовників з міста. Задоволений безкровним відновленням папської влади над містом Адріан IV скасував інтердикт і здійснив Великоднє богослужіння в кафедральному Латеранському соборі.

## Коронація Фрідріха Барбаросси
Великим зовнішньополітичним завданням папи було досягнення домовленості з новим німецьким королем Фрідріхом Барбароссою. Оскільки його дядько Конрад III так і не зміг домогтись імператорської коронації та першим з наступників Оттона I помер королем, а не імператором, Фрідріх одразу ж розпочав своє правління з походу до Італії. На Великдень 1155 року Фрідріх був коронований у Павії залізною короною італійських королів, а потім зруйнував повстале місто Тортона й рушив через Тоскану на Рим. Адріан IV відрядив двох кардиналів для перемовин з королем. Зустріч відбулась у Сан-Квіріко, під Сієною, й там сторони швидко дійшли згоди. Від імені папи кардинали обіцяли королю імператорську коронацію, а Фрідріх на їхнє прохання захопив Арнольда Брешіанського, який переховувався в одному з тосканських замків, і передав його на суд папи.
9 червня 1155 року в Кампо-Грассо відбулась перша особиста зустріч Адріана IV та Фрідріха Барбаросси, що завершилась гучним провалом. За етикетом король мав узяти папського коня за вуздечку та притримувати стремено, поки папа не спішиться; після цього король мав поцілувати папську туфлю, й тільки після цього папа дарував монарху вітання миру. З усіх належних церемоній Фрідріх I погодився лише поцілувати туфлю, й розгніваний папа відмовився цілувати короля. Адріан IV заявив, що всі попередні імператори завжди виконували церемонію на знак пошани до апостолів Петра й Павла, наступниками яких є папи. Допоки церемонію не буде виконано в повному обсязі, перемовини відбутись не можуть. «Конфлікт біля кінської морди» тривав два дні, й тільки 11 червня Фрідріх I надав необхідні знаки пошани. Вичерпавши конфлікт, сторони швидко дійшли згоди: папа й монарх взаємно зобов'язались не вступати до сепаратних перемовин з римським сенатом, візантійським імператором Мануїлом I та сицилійським королем Вільгельмом Злим; Фрідріх пообіцяв захищати інтереси папи, а Адріан IV — відлучити від Церкви всіх противників монарха, які після трьох попереджень не складуть зброї. Після досягнення згоди Адріан IV і Фрідріх I вирушили до Рима.
Неподалік від Вічного Міста 17 червня 1155 року Фрідріха привітала депутація римського сенату. Сенатори зажадали від короля гарантій міських свобод, сплати 5000 фунтів золотом, і тільки після цього Рим погоджувався на в'їзд Фрідріха для коронації. У відповідь Фрідріх I заявив, що не бажає отримувати дари від римлян, але прийшов вимагати своє за правом; жодних гарантій і грошових коштів в обмін на майбутню коронацію король давати наміру не мав. Адріан IV порадив Фрідріху відрядити загін лицарів на чолі з кардиналом Оттавіано Монтічеллі для зайняття Ватикану, що й було зроблено; було також вирішено не чекати неділі для проведення коронації. Вранці в суботу 18 червня 1155 року Адріан IV і Фрідріх I вступили в попередньо захоплений Ватикан, та довгоочікувана коронація відбулась. Без усіляких урочистостей імператор одразу після коронації залишив Рим і повернувся до свого табору на Монте-Маріо, а Адріан IV залишився в соборі святого Петра, який був під охороною німецького загону.
У той же час римський сенат засідав на Капітолії та обговорював заходи щодо перешкоджання коронації. Довідавшись про коронацію, що відбулась без їхнього дозволу, сенатори закликали римлян до зброї. Озброєні римляни вирушили на Ватикан: один загін — напряму через міст Сант-Анджело, другий — через Тибрський острів і Трастевере. Замість святкувань німецька армія була змушена знову вступити в Рим і битись із містянами. Тільки до завершення дня Фрідріху I удалось відкинути римлян на лівий берег Тибру. У неділю вранці 19 червня з'ясувалось, що римляни забарикадували всі мости через Тибр і міські брами. Фрідріх I, вже домігшись коронації, не бажав вести тривалу облогу й відвів свою армію на північ. Адріан IV, який з ризиком для себе провів коронацію та втратив через неї контроль над своєю столицею, залишився без підтримки в Тіволі.

## Союз із Візантією проти Сицилійського королівства та Беневентська угода 1156 року
Влітку 1155 року в материковій частині Сицилійського королівства почався широкомасштабний баронський заколот, який одразу ж підтримала Візантія, що прагнула відновити контроль над Південною Італією. У другій половині 1155 року візантійські війська й повсталі барони цілковито підкорили собі Апулію. Адріан IV, який хоч і обіцяв Фрідріху I не ставати до сепаратних перемовин з Візантією, проте оскільки відчував себе обманутим, скористався ситуацією. В обмін на візантійську фінансову допомогу й обіцянку передати під його владу три міста на апулійському узбережжі, Адріан IV виступив 29 вересня 1155 року зі своєю армією на боці Візантії. За короткий час Адріан IV домігся контролю над Кампанією, та місцеві барони (в тому числі, раніше вигнаний Рожером II Роберт II Капуанський) визнали його своїм сюзереном.
Успіхи папи, Візантії та апулійських баронів багато в чому пояснювались апатією короля Сицилії Вільгельма Злого, який бездіяльно спостерігав упродовж 1155 року за втратою своїх континентальних володінь. На початку 1156 року сицилійським радникам удалось переконати короля виступити проти ворогів, що вже святкували перемогу, які до того ж пересварились між собою. 28 травня 1156 року сицилійці розбили візантійський флот при Бриндізі, після чого швидко відновили контроль над раніше втраченими територіями. Адріан IV, який знову залишився без союзників, був змушений почати перемовини з Вільгельмом Злим. 18 червня 1156 року папа й король підписали угоду в Беневенто, що стала найбільш значним дипломатичним тріумфом Готвілів над папством.
За Беневентською угодою 1156 року Вільгельм I Злий зберіг свої спадкові повноваження папського легата на острові Сицилія, а до континентальної частини королівства папа міг призначати легатів тільки у виняткових випадках. Призначення єпископів на Сицилії все ще залишалось прерогативою короля. Адріан IV був змушений визнати приєднання до Сицилійського королівства провінцій Абруцці та Марке, що раніше належали до Папської області але були захоплені синами Рожера II вже після офіційного миру з Іннокентієм II (1139).
Події 1155—1156 років докорінним чином змінили розташування сил на Апеннінах: папи, хоч і ціною значних поступок, знайшли постійного та вірного союзника в норманських королях Сицилії, імператор Фрідріх I у своїх спробах поставити Італію під свій контроль ставав противником папства.

## Конфлікт із Фрідріхом Барбароссою

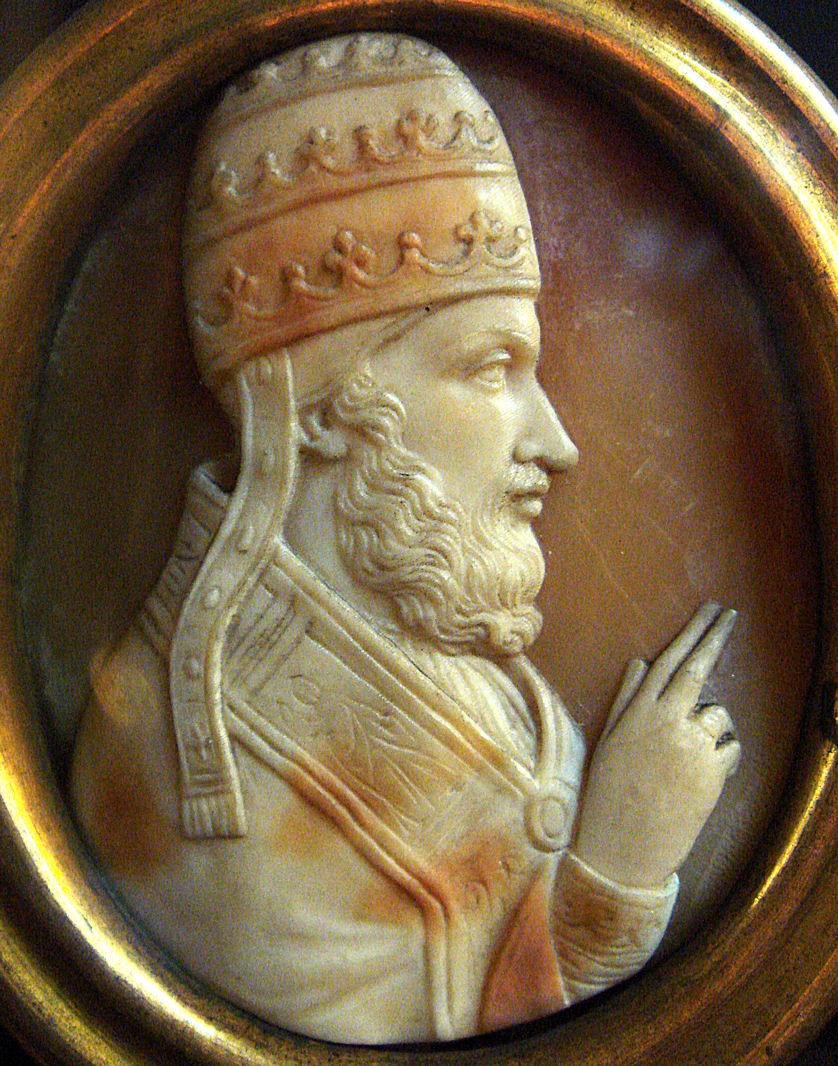

Відкрита сутичка між папством та імператором відбулась на імперському сеймі в Безансоні (жовтень 1157 року). Папські легати (одним з них був секретар Адріана IV Роланд) зачитали послання понтифіка, в якому він звинуватив імператора в непроведенні належного розслідування розбійницького нападу на архієпископа Лундського, що сталось на території Німеччини. У посланні папа нагадував імператору про свої милості, в тому числі щодо коронації, й обіцяв своє покровительство в разі покори. Зазначені у посланні терміни conferre й beneficia зазвичай використовувались під час надання феоду васалу його сюзереном. Послання спричинило вибух гніву, а пфальцграф Баварії Отто погрожував Роланду мечем. Довідавшись про це, Адріан IV написав друге, більш м'яке, послання Фрідріху I, й імператор прийняв пояснення папи. Тим не менше, події в Безансоні остаточно відкинули папу від імператора.
В липні 1158 року Фрідріх I вирушив у свій другий італійський похід з наміром підкорити Ломбардію. У відповідь ломбардські міста почали перемовини з Адріаном IV та Вільгельмом Злим на предмет укладання загально італійського союзу проти імператора. В серпні 1159 року представники Мілана, Кремони, П'яченци та Брешії зустрілись в Ананьї з Адріаном IV та послом Вільгельма Злого (можливо, ним був перший міністр Майо) та уклали угоду, що стала прообразом майбутньої Ломбардської ліги.
З метою виконання угоди з ломбардськими містами Адріан IV мав відлучити від Церкви імператора, але цьому завадила раптова смерть папи. Адріан IV помер 1 вересня 1159 року в Ананьї від нападу «грудної жаби», можливо, був отруєний. До обрання його наступника втрутився Фрідріх I, та в результаті одночасно були проголошені два папи: Олександр III (кардинал Роланд, який був одним з легатів на сеймі в Безансоні) й Віктор IV (Оттавіано Монтічеллі), що стало початком тривалої схизми.